# Adolf Kainz
Adolf Kainz (n. 5 iunie 1903, Linz, Austria – d. 12 iulie 1948) a fost un canoist ce a reprezentat Austria, medaliat olimpic. A participat la o ediție a Jocurilor Olimpice (1936) în care a câștigat o medalie de aur.

## Participări
Lista de mai jos prezintă principalele competiții la care a participat Adolf Kainz de-a lungul carierei.
- Olympische Sommerspiele 1936/Kanu – Zweier-Kajak 1000 m (Männer)[*]